# Armando Scannone
Armando Scannone Tempone (Caracas, 22 de agosto de 1922-Caracas, 9 de diciembre de 2021) fue un ingeniero y gastrónomo venezolano, autor de Mi cocina: A la manera de Caracas, una serie de libros de recetas tradicionales venezolanas. El primer libro publicado en 1982, conocido popularmente como el libro rojo de Scannone, es considerado un estándar de la gastronomía venezolana y uno de los libros más vendidos en la historia de Venezuela.
Se desempeñó como vicepresidente del Colegio de Ingenieros de Venezuela y presidente fundador de la Academia Venezolana de Gastronomía.
Como empresario de la construccion tuvo una larga y consolidada carrera en el pais con su empresa INASEG (Ingenieria Armando Scannone - Enrique Garcia Galindo, s.a.). Una de sus obras mas emblematicas fue la construccion del Hotel Macuto Sheraton a mediados de los 50.

## Biografía
Hijo de Armando Scannone y Antonieta Tempone, padres de ascendencia italiana. Sus padres insistieron en educarlo con las tradiciones culinarias venezolanas.
Estudió ingeniería civil en la Universidad Central de Venezuela y formó parte de la directiva de su centro de estudiantes.
En 1960 comenzó un trabajo de recopilación de recetas tradicionales de Venezuela con ayuda de su cocinera y de su ama de casa. Pasa alrededor de 10 años de su vida, catalogando, midiendo, practicando y recopilando recetas tradicionales.
No pudo publicar su primer libro Mi cocina en Venezuela, ya que ninguna editorial venezolana quería publicar su libro. Finalmente logró publicar en 1982 usando una editorial española y se trajo los libros a Venezuela que se convirtieron rápidamente en un best-seller. Seguirían más tarde otros libros como el libro azul de cocina criolla venezolana, el libro verde de recetas ligeras, el anaranjado de merienda escolar y el amarillo con un catálogo de menús.
Escribió al menos cien columnas para el diario El Universal, ilustradas por la caricaturista Rayma, publicó semanalmente sus páginas en la Revista Pandora y condujo festines de cocina venezolana en varias embajadas del país.[cita requerida]

## Libros destacados
- Mi Cocina (1982), conocido como el libro rojo.
- Mi Cocina II (1994), conocido como el libro azul.
- Menús de Mi Cocina (2010), conocido como el libro amarillo.
- Mi Cocina ligera (2010), conocido también como el libro verde.
- Mi Lonchera (2013), conocido como el libro anaranjado.

## Honores
El premio anual Armando Scanonne de la Academia Venezolana de Gastronomía (AVG) lleva su nombre.